# Agente dipendente
L'agente dipendente, in dottrina (piazzista, commesso viaggiatore, addetto alle vendite nel gergo comune), definito operatore di vendita secondo il CCNL (aziende, terziario, distribuzione e servizi) è un lavoratore subordinato con mansioni di venditore. Quindi si distingue dall'agente di commercio che è invece classificabile invece un imprenditore, ovverosia un lavoratore autonomo.
Precisamente secondo il contratto nazionale esistono due categorie:
1. Impiegato di concetto, assunto stabilmente, con la mansione di viaggiare per promozione dei prodotti o servizi, ricerca della clientela, contrattazione con la stessa e collocamento degli articoli indicati dal datore di lavoro e che siano oggetto del contratto
2. Impiegato d'ordine con la mansione del collocamento e l'eventuale contestuale consegna diretta dei prodotti oggetto dell'incarico.

L'assegnazione di compiti complementari alla vendita non deve costituire un aggravio.
Il contenuto del contratto e le modalità sono disponibili alle parti, salvo l'obbligo di occuparsi della vendita di prodotti o servizi e quanto stabilito dal CCNL, il contratto è inoltre disciplinato dall'art 2103 del c.c., rappresentando una specifica attribuzione di incarico. A differenza dell'agente di commercio ha diritto alla retribuzione anche se non raggiunge l'obiettivo prefissato, è però tenuto tutti gli obblighi tipici del contratto di lavoro subordinato.